# Missionarie eucaristiche della Santissima Trinità
Le Missionarie Eucaristiche della Santissima Trinità (in spagnolo Misioneras Eucarísticas de la Santísima Trinidad; sigla M.E.SS.T.) sono un istituto religioso femminile di diritto pontificio.

## Storia
La congregazione fu fondata il 20 novembre 1936 a Città del Messico da Pablo Guzmán, dei missionari dello Spirito Santo, insieme con Enriqueta Rodríguez Noriega e con l'appoggio di Félix Rougier, ispiratore delle "Opere della Croce".
Luis María Martínez, arcivescovo di Città del Messico, eresse l'istituto in congregazione religiosa di diritto diocesano il 25 marzo 1946.
Le suore dell'istituto furono le prime religiose messicane ad aprire missioni in Oriente: la loro prima casa in Cina fu fondata nel 1948, ma fu chiusa tre anni dopo dal governo popolare; seguì, nel 1949, la prima fondazione in Giappone.

## Attività e diffusione
Le suore si dedicano all'istruzione e all'educazione della gioventù e all'adorazione eucaristica.
Oltre che in Messico, sono presenti in Bolivia, Giappone, Perù e Stati Uniti d'America; la sede generalizia è a Città del Messico.
Alla fine del 2015 l'istituto contava 161 religiose in 21 case.